# Heliophila descurva
Heliophila descurva là một loài thực vật có hoa trong họ Cải. Loài này được Schltr. mô tả khoa học đầu tiên.